# Mañana será bonito (Bichota Season)
Mañana será bonito (Bichota Season) (estilizado en mayúsculas) es el segundo mixtape de la cantautora colombiana Karol G. Fue lanzado el 11 de agosto de 2023 a través de Bichota Records e Interscope Records y da continuidad a su cuarto álbum de estudio Mañana será bonito, publicado el 24 de febrero del mismo año.

## Antecedentes
Tras el lanzamiento de su cuarto álbum de estudio a inicio de 2023, Mañana será bonito, Karol G anunció el lanzamiento de su sencillo «S91» a través de sus cuentas de redes sociales. La canción fue lanzada el 13 de julio de 2023 como el sencillo principal del mixtape. Al final del videoclip que acompaña a la canción, se insinuó el lanzamiento de Mañana será bonito (Bichota Season).
El 31 de julio de 2023, Karol G anunció la fecha de lanzamiento del mixtape junto con el título y la portada. La portada recibió controversia por los demonios que aparecen en ella. El 4 de agosto de 2023, publicó el avance del álbum en YouTube, que muestra a la cantante con lencería negra haciendo la portada del álbum con arena rosada y negra mientras hace movimientos sensuales. Al final, se puede ver la portada terminada y la fecha de lanzamiento.
El 7 de agosto de 2023, la cantante reveló la lista de canciones del álbum en TikTok, con dos pistas tachadas: «Un clásico» y «Verano rosa». Mañana será bonito (Bichota Season) fue lanzado el 11 de agosto de 2023, coincidiendo con el primer espectáculo de la gira de conciertos de Giraldo, Mañana será bonito Tour.

## Título
El título Mañana será bonito (Bichota Season) hace referencia a dos proyectos anteriores de Giraldo: su cuarto álbum de estudio Mañana será bonito y «Bichota», un sencillo que pertenece a su tercer álbum de estudio, KG0516.
La frase «Mañana será bonito» vino de Giraldo repitiéndola todos los días cuando no se sentía bien. En una entrevista con Rolling Stone, reveló: «El nombre del álbum es una frase que me repetía a mí misma cuando nada me parecía muy bien. Es decir, yo estaba pasando por el mejor momento de mi carrera, pero personalmente estaba muy desconectada de mí misma y de mis amigos. No era infeliz, pero tampoco era feliz. Así que todos los días me decía a mí misma: 'Está bien, mañana será bonito'.»
La palabra «Bichota» proviene del argot puertorriqueño bichote. Un bichote es un individuo que por su posición económica o política, es considerado importante o influyente, generalmente relacionado con la venta de drogas. Giraldo le dio un nuevo significado a la palabra para su canción, afirmando: «Es un momento de sentirse sexy, coqueta, atrevida, fuerte, empoderada y, en cierta medida, se traduce en motivación personal y confianza en uno mismo. Todos somos súper 'Bichotas' por dentro. Se trata de creer y trabajar para que el resto del mundo también pueda verlo».

## Música y letras
Mañana será bonito (Bichota Season) es un disco mayormente de reguetón y pop urbano latino, pero también incluye géneros como el trap latino, el EDM y la cumbia.

### Canciones
El disco empieza con «Bichota G», una canción de drill y rap; en la que, líricamente, la cantante le recuerda al oyente que es una de las grandes artistas actuales de la industrial musical. La segunda pista, «Oki doki», es una canción de reguetón que incluye letras en japonés, especialmente al final. La tercera pista y segundo sencillo del disco, «Mi ex tenía razón», es una canción de cumbia donde la cantante homenajea a la fallecida cantante estadounidense Selena, quien ayudo a popularizar la música tejana en Estados Unidos. La canción contiene letras románticas con referencias pop. La cuarta pista y sencillo principal del disco, «S91», es una canción de EDM y trap latino, con ritmo de reguetón. El título es una abreviación del salmo 91. Líricamente, la cantante habla sobre el costo de la fama y el amor por sus seres queridos, pero también, de su carrera y la envidia que suscita a su éxito. La quinta pista, «Qlona», es una canción reguetón que cuenta con la participación del cantante mexicano Peso Pluma. Contiene letras sensuales que describen una noche de pasión.
La sexta pista del disco es una remezcla de «Una noche en Medellín» junto al cantante chileno Cris MJ y el cantante colombiano Ryan Castro; es una canción de perreo. Le sigue «Me tengo que ir», una colaboración con la cantante colombo-estadounidense Kali Uchis. Es una canción de psicodelia y R&B. Contiene letras que hablan sobre un hombre que no vale la pena y que mencionan que ya es la hora de seguir adelante. La octava pista, «Gatita gángster», es una canción de perreo que cuenta con la participación del cantante puertorriqueño Dei V. En la canción, se encuentra un nuevo alter ego de la artista. Similar a «Gatúbela» (2022), la canción describe a una mujer que busca a un hombre que le gusta para «pegarse» a él y no separarse nunca. La novena pista, «Dispo», es una canción de reguetón que cuenta con la participación de la cantante puertorriqueña Young Miko. Contiene letras que hablan sobre una chica que acaba de terminar una relación tóxica y quiere pasar un buen momento, afirmando que lo que no quiere es «un hombre que la ate a ella». El disco termina con una remezcla del sencillo de 2022 de Giraldo «Provenza», hecho por el DJ neerlandés Tiësto. La remezcla marca la segunda colaboración entre ambos artistas después de «Don't Be Shy» (2021).

## Lanzamiento y promoción
El mixtape fue lanzado el 11 de agosto de 2023, a través de Bichota Records e Interscope Records, en CD, vinilo, descarga digital y streaming. El 4 de agosto de 2023, Karol G encabezó el festival de música Lollapalooza en Chicago, donde se presentó por primera vez «S91». El 10 de agosto de 2023, Karol G se embarcó en la Mañana Será Bonito Tour, promocionando Mañana Será Bonito (Bichota Season) y Mañana Será Bonito , que durará hasta el 8 de septiembre de 2023. «Mi ex tenía razón», entre otras canciones del mixtape, se interpretaron por primera vez.

### Sencillos
«S91» fue lanzado el 13 de julio de 2023 como el sencillo principal del mixtape. El mismo día, se lanzó un videoclip acompañante, donde la cantante aparece arrodillada en el desierto con un traje de malla negro y con cabello rosado con trenzas negras. En la siguiente escena, se ve a un grupo de bailarines y actores listos para iniciar una batalla y corren para atacar a su objetivo. Al final del video, se insinúa el lanzamiento del proyecto.
«Mi ex tenía razón» fue lanzado como el segundo sencillo el 11 de agosto de 2023, el mismo día que el lanzamiento del mixtape. El mismo día, un videoclip acompañante fue lanzado, donde la cantante aparece cantando en medio del agua con una banda.

## Lista de canciones
| Mañana será bonito (Bichota Season) |                                                                 |                                                                                                 |                     |          |  |
| N.º                                 | Título                                                          | Escritor(es)                                                                                    | Productor(es)       | Duración |  |
| 1.                                  | «Bichota G»                                                     | Carolina Giraldo Navarro Alejandro Ramírez Suárez Nicolás Ignacio Jaña                          | Sky Rompiendo Taiko | 2:13     |  |
| 2.                                  | «Oki doki»                                                      | Giraldo Jaña Ramírez                                                                            | Sky Rompiendo Taiko | 2:23     |  |
| 3.                                  | «Mi ex tenía razón»                                             | Giraldo Andrés Jael Correa Ríos Edgar Barrera Kevyn Mauricio Cruz Moreno Marco Daniel Borrero   | Edgar Barrera MAG   | 2:34     |  |
| 4.                                  | «S91»                                                           | Giraldo Cruz Daniel Echavarría Oviedo                                                           | Ovy on the Drums    | 2:53     |  |
| 5.                                  | «Qlona» (junto a Peso Pluma)                                    | Giraldo Hassan Emilio Kabande Laija Echavarría Daniel Esteban Gutiérrez                         | Ovy on the Drums    | 2:52     |  |
| 6.                                  | «Una noche en Medellín (remix)» (junto a Cris MJ y Ryan Castro) | Giraldo Cristopher Andrés Álvarez Bryan David Castro Francisco Eduardo Burgos Gallardo          | Fran C              | 3:25     |  |
| 7.                                  | «Me tengo que ir» (junto a Kali Uchis)                          | Giraldo Karly-Marina Loaiza Ramírez                                                             | Sky Rompiendo       | 4:36     |  |
| 8.                                  | «Gatita gangster» (junto a Dei V)                               | Giraldo Davis G. Juarbe Jaña Ramírez                                                            | Sky Rompiendo Taiko | 2:50     |  |
| 9.                                  | «Dispo» (junto a Young Miko)                                    | Giraldo María Victoria Ramírez de Arellano Cruz Diego López Crespo Mariana Beatriz López Crespo | Ovy on the Drums    | 3:13     |  |
| 10.                                 | «Provenza (remix)» (junto a Tiësto)                             | Giraldo Cruz Echavarría                                                                         | Tiësto              | 3:07     |  |
| 30:06                               |                                                                 |                                                                                                 |                     |          |  |

Notas
- Todas las canciones están estilizadas en mayúsculas.
- «Bichota G» aparece como «BichotaG».

## Posicionamiento en listas
| Listas (2023)                  | Mejor posición |
| ------------------------------ | -------------- |
| España (PROMUSICAE)            | 1              |
| Estados Unidos (Billboard 200) | 3              |
| Francia (SNEP)                 | 139            |
| Italia (FIMI)                  | 86             |
| Suiza (Schweizer Hitparade)    | 12             |

## Historial de lanzamiento
| País   | Fecha                | Formato                          | Discográfica                       | Ref.   |
| ------ | -------------------- | -------------------------------- | ---------------------------------- | ------ |
| Varios | 11 de agosto de 2023 | CD descarga digital LP streaming | Bichota Records Interscope Records | [ 28 ] |